# Anglo-Saxons
Pour les articles homonymes, voir Anglo-saxon.
 (juillet 2024).
Si vous disposez d'ouvrages ou d'articles de référence ou si vous connaissez des sites web de qualité traitant du thème abordé ici, merci de compléter l'article en donnant les références utiles à sa vérifiabilité et en les liant à la section « Notes et références ».
Les Anglo-Saxons sont un peuple d'origine germanique qui s'installe en Grande-Bretagne à partir du Ve siècle. La période anglo-saxonne de l'histoire de l'Angleterre s'étend traditionnellement jusqu'à la conquête normande, en 1066. Elle voit la christianisation des Anglo-Saxons à partir du VIIe siècle et l'émergence progressive du royaume d'Angleterre.

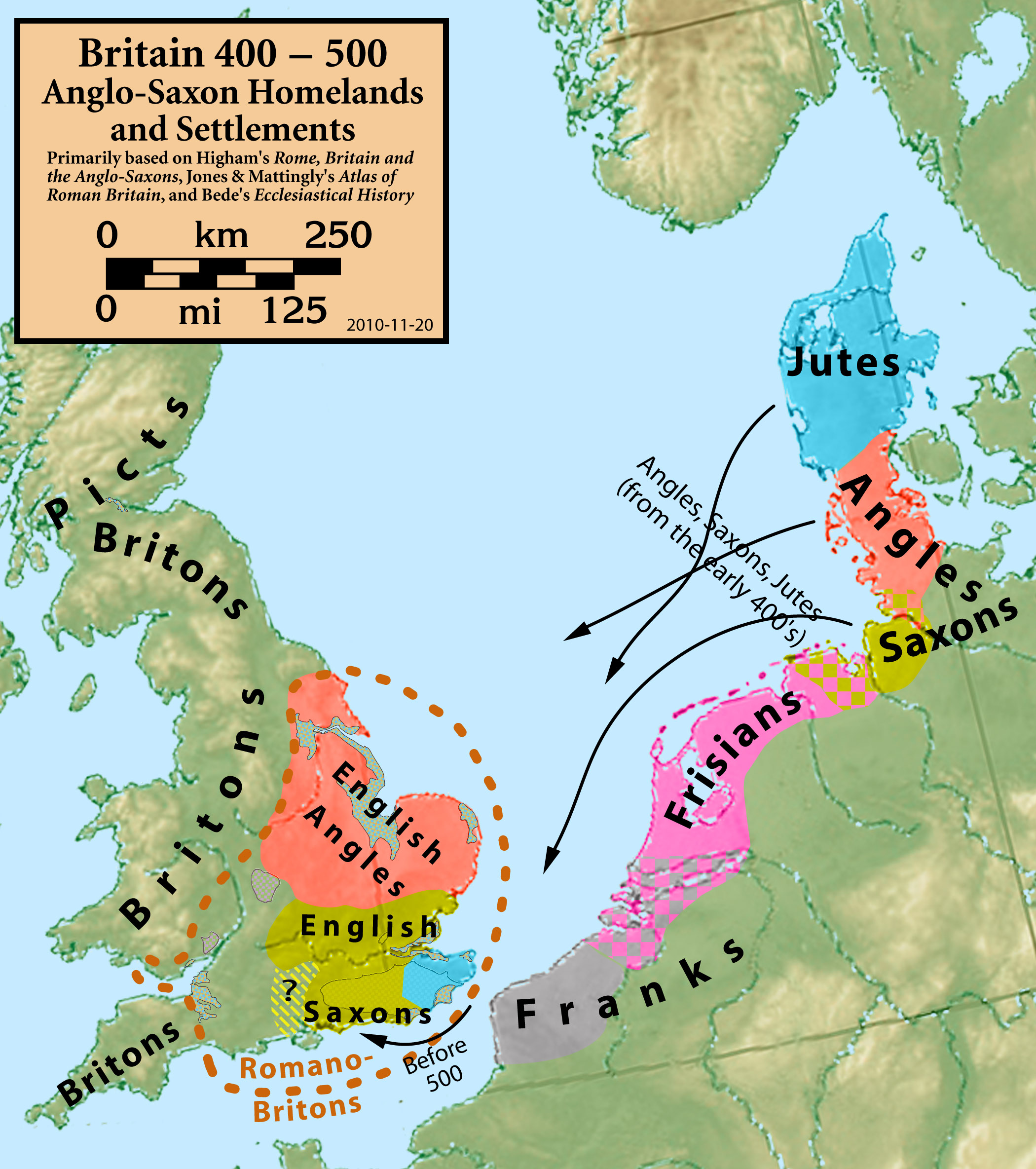
Les premiers établissements anglo-saxons en Grande-Bretagne.

En quelques décennies, ils se mêlèrent aux indigènes brittoniques ou les repoussèrent vers l'ouest, amorçant une migration sur plusieurs siècles vers la péninsule armoricaine, d'où le nom de Bretons donné aux nouveaux venus en Armorique.

## Histoire
L'origine géographique exacte des Angles et des Saxons est difficile à connaître, en raison des mouvements qui agitèrent les peuples germaniques dès le commencement de l'ère chrétienne. Il est plus que probable que les Angles venaient des régions comprises entre la Hollande actuelle et le Sud du Danemark, c'est-à-dire de la Frise médiévale et le Nord de l'Allemagne, (les missionnaires de l'Église northumbrienne, selon Bède le Vénérable, allaient évangéliser les leurs en se rendant en Frise). Quant aux Saxons, ils étaient probablement établis au sud des Angles. L'origine des Jutes, toujours selon Bède, est plus facile à déterminer, dans la mesure où une péninsule a pris leur nom (le Jutland).
Si les premiers temps de la conquête anglo-saxonne sont très mal connus, il en va tout autrement du VIIe siècle : vers 600, plus d'une douzaine de royaumes existaient et leur nombre ne cessa de fluctuer jusqu'à la fin du IXe siècle. Cependant, les principaux subsistèrent sous une forme ou sous une autre durant toute la période anglo-saxonne, à tel point que sept royaumes furent retenus par l'historiographie, sans doute au XVIe siècle, et désignés par le terme Heptarchie. En voici la liste, ainsi que l'origine ethnique sinon de leurs habitants, du moins de leur aristocratie selon Bède le Vénérable :
- le royaume de Kent et l'île de Wight : territoire occupé par les Jutes ;
- le royaume du Wessex : territoire occupé par les Saxons de l'Ouest et des Jutes en face de l'île de Wight ;
- le royaume de Sussex : territoire occupés par les Saxons du Sud ;
- le royaume d'Essex : territoire occupé par les Saxons de l'Est ;
- la Mercie : territoire occupé par les Angles du milieu ;
- la Northumbrie, composée du Deira et de la Bernicie : territoires occupés par les Angles du Nord de l'Humber ;
- l'Est-Anglie : territoire occupé par les Angles de l'Est.

## Société

### Religion

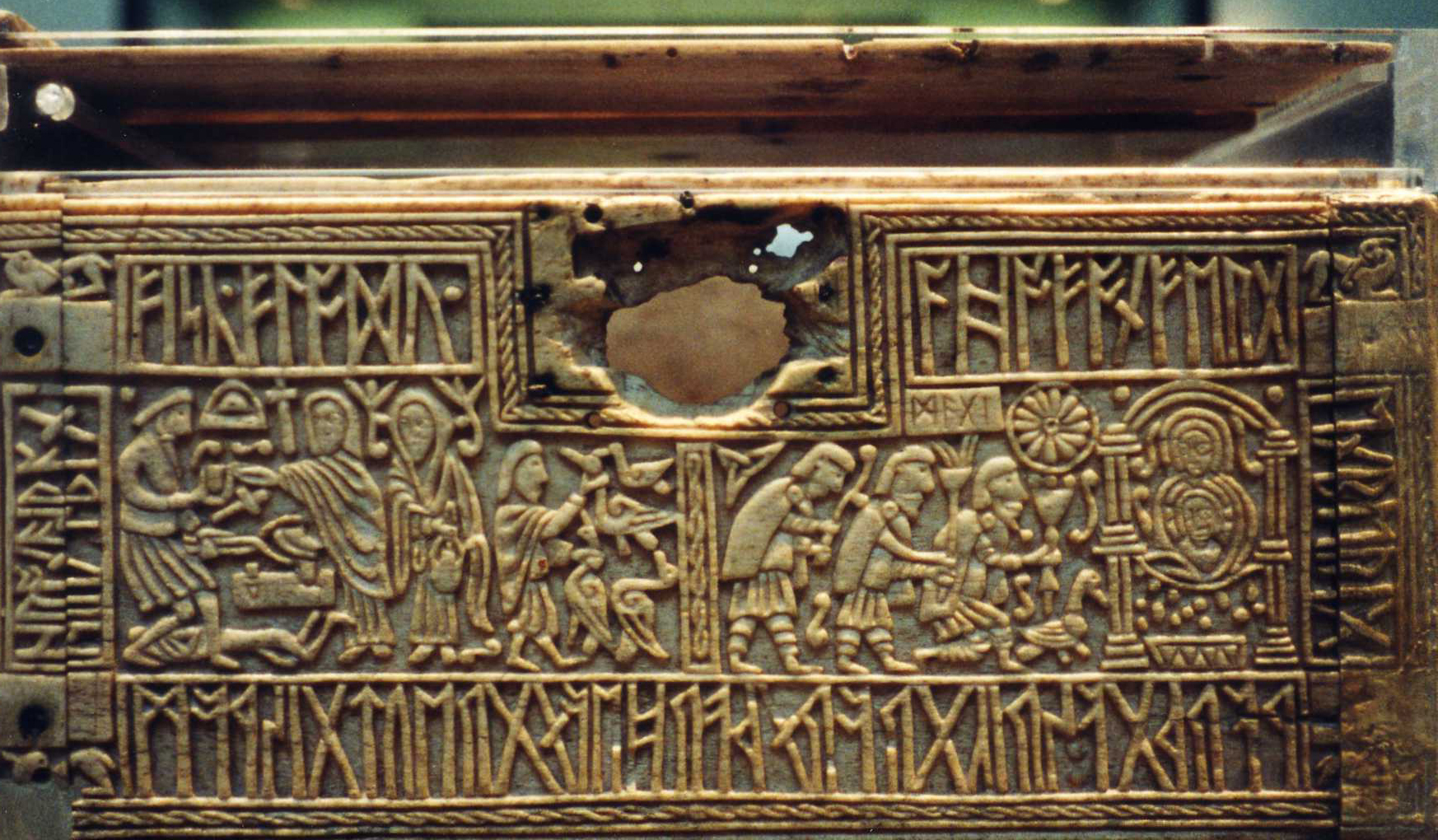
Le panneau avant du coffret d'Auzon présente une scène tirée de la légende de Wayland le forgeron et de l'adoration des mages

La conversion des Anglo-Saxons au christianisme se produit à partir de la fin du VIe siècle, lorsque la mission grégorienne arrive dans le Kent. Les peuples celtiques ne semblent pas avoir cherché à les christianiser avant cette date. Leur religion antérieure, similaire à celle des autres peuples germaniques, n'est connue que par des allusions dans les textes d'auteurs chrétiens ultérieurs et des témoignages indirects d'ordre archéologique ou toponymique.
À ses débuts, le christianisme anglo-saxon est tiraillé entre deux influences : celle de Rome, issue des efforts de la mission grégorienne, et celle du christianisme celtique, issue des missionnaires irlandais qui évangélisent la Northumbrie dans la première moitié du VIIe siècle. Les deux traditions diffèrent en plusieurs points, notamment le calcul de la date de Pâques. Au synode de Whitby, en 664, les partisans de la tradition romaine l'emportent.

### Droit
Il subsiste plusieurs textes de lois de la période anglo-saxonne. Le code de lois du roi Æthelberht de Kent, qui remonte aux premières années du VIIe siècle, est le plus ancien texte connu en vieil anglais. Fondé sur un système de faides et de réparations monétaires (wergeld), il s'inscrit dans la continuité du droit germanique. Au siècle suivant, les codes de lois de Wihtred de Kent et Ine de Wessex témoignent du rôle croissant de l'Église chrétienne dans la société anglo-saxonne.
La tradition législatrice anglo-saxonne reprend à la fin du IXe siècle avec Alfred le Grand. Le Xe siècle voit une grande activité dans ce domaine de la part des successeurs d'Alfred. Leurs lois témoignent de l'influence carolingienne, tout comme celles d'Æthelberht étaient inspirées du modèle mérovingien. L'importance de la faide décroît au profit de celle du roi et de ses représentants, et les crimes sont désormais perçus comme nuisant à la société en général et non plus simplement à leurs victimes.

## Culture

### Art

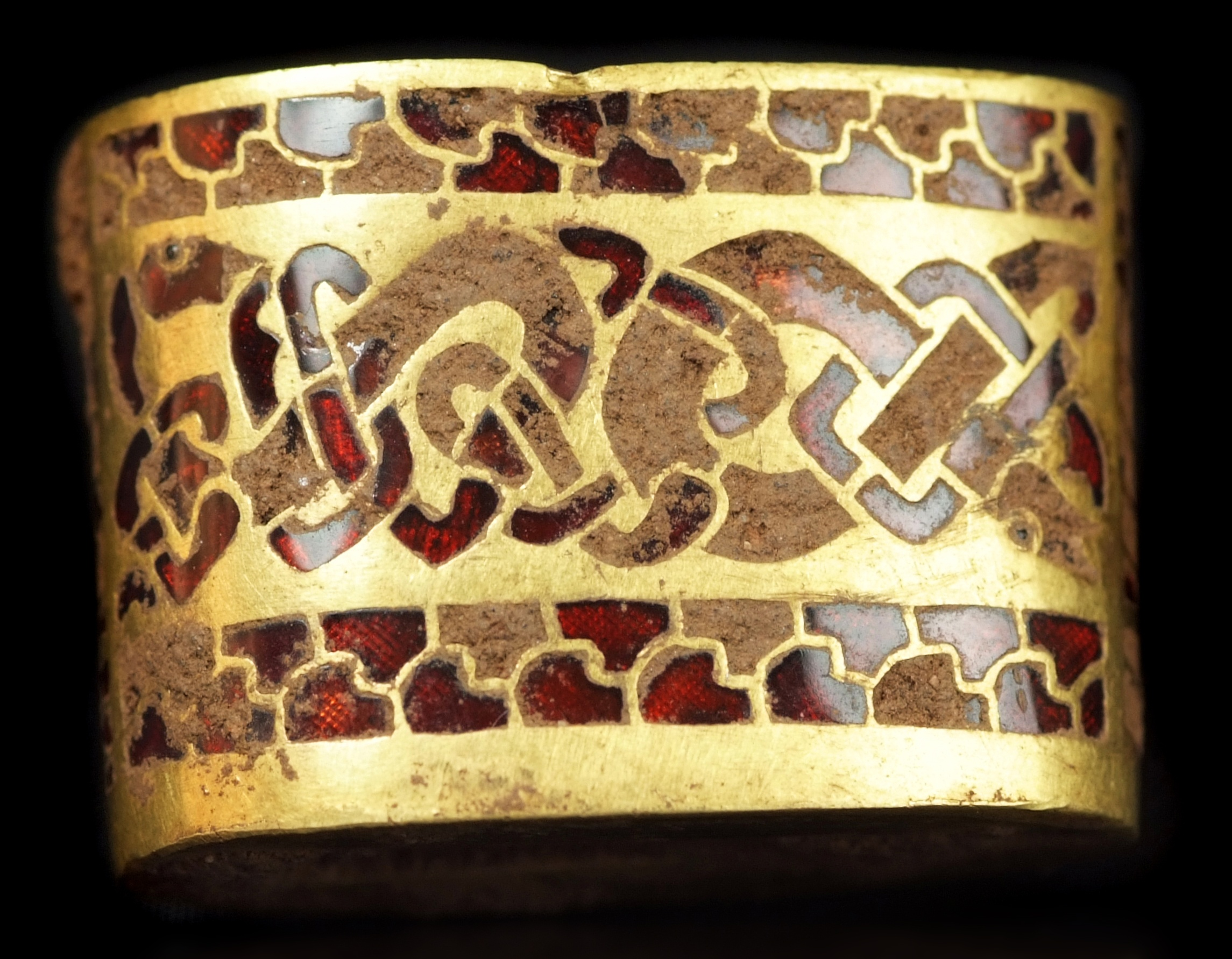
Pommeau d'épée, en or avec une incrustation de grenats.
Trésor du Staffordshire, VIIe siècle ou VIIIe siècle

Les deux périodes les plus brillantes sur le plan artistique sont les VIIe et VIIIe siècles, où la métallurgie et l'art du livre connaissent un premier essor, et la période après 950, qui voit un renouveau des arts après la fin des invasions vikings. Les principaux centres artistiques connus se situent en Northumbrie, dans le Nord, et dans le Wessex et le Kent, au Sud.

## Identité
L'histoire et l'historiographie anglaises du VIIe au IXe siècle disent des nouveaux occupants de l'île qu'ils sont des Angles et des Saxons. Bède le Vénérable a joué en cela un rôle non négligeable sans pour autant établir une réelle distinction : Gens Anglorum sive Saxorum (des Angles ou bien des Saxons). La réalité est certainement plus complexe, et les « Anglo-Saxons » devaient comporter nombre d'éléments frisons (attestés par Procope de Césarée), Jutes, voire des Francs et d'autres peuplades germaniques des côtes de la mer du Nord, la plupart du land Schleswig-Holstein de l'Allemagne actuel. 
L'historien Martyn J. Whittock préfère ainsi parler de « proto-English » pour désigner les populations avant qu'elles ne migrent en Angleterre, et des « English » (Anglais) à la place du terme Anglo-Saxon. D'autre part, le terme Anglo-Saxon n'est pas vraiment utilisé par les populations concernées, mais plutôt par leurs voisins du continent. Enfin, le terme Anglais et Angleterre (sous sa forme Angelcynn,  Englaland puis England) sont davantage utilisés dans les sources.
Néanmoins, si l'on en croit Bède (tout en relativisant son état de la répartition des Anglais dans l'île), il pouvait exister une notion relative d'identités différentes au sein des envahisseurs, soit qu'elle fût due à leurs origines, soit plus vraisemblablement qu'elle se forgeât par la suite, une fois ceux-ci établis dans l'île et selon les rapports de force qui les régirent.
Ainsi, une distinction élémentaire entre Angles établis plutôt au nord (c'est de là que provient le nom Anglais) et Saxons établis plutôt au sud recoupe un constat sur des disparités socio-politiques entre le nord et le sud. Il est probable qu'au sud les régions étaient relativement peuplées ; en tous cas, les nouveaux-venus ne purent y établir que de petits royaumes, enclaves qui prirent de l'importance aux dépens des Bretons. Au contraire, au nord, les Anglo-Saxons fondèrent dès l'origine des royaumes plus importants et ils entretinrent plus de liens avec leurs voisins Irlandais que ceux du sud avec les Bretons.

## Sens moderne
Au XXe siècle et XXIe siècle, le terme « anglo-saxon » est de nos jours abondamment utilisé pour désigner de manière collective certains pays du monde anglophone et occidental ayant des liens historiques et ethniques forts : il s'agit du Royaume-Uni et de ses anciennes colonies où une population d'origine européenne est majoritaire. Ainsi, le monde anglo-saxon comprend les États-Unis, l'Australie, le Canada et la Nouvelle-Zélande, bien que la plupart des habitants anglophones de ces pays ne soient pas ou plus d'origine ethnique anglo-saxonne, c'est-à-dire originaires d'Angleterre ou plus largement du Royaume-Uni. Un usage maladroit de ce terme, popularisé par le journal anglais The Economist[réf. nécessaire], pourrait donc être mal perçu de ces populations.  
En outre, les historiens, appuyés par les travaux des généticiens ont démontré que les groupes germaniques installés en Angleterre s'étaient mêlés aux autochtones celtes (notamment dans le Yorkshire où s'est perpétuée une langue celtique assez tardivement). Plus tard, cette région, ainsi que d'autres parties de l'Angleterre ont été soumises à une importante colonisation dano-norvégienne à l'ère viking. Postérieurement, la conquête de l'Angleterre et d’une partie de la Grande-Bretagne par Guillaume le Conquérant ont engendré un fort courant migratoire du continent (notamment de Normandie) vers ce pays qui a profondément marqué la société insulaire (institution de la féodalité, constitution de la chevalerie dans les classes dominantes de la société et des valeurs chevaleresques, typique du continent, introduction de l'architecture monumentale normande). La langue elle-même a été profondément modifiée, ainsi si le vieil anglais est parfois appelé anglo-saxon avec une certaine pertinence, ce n'est plus la même chose pour le moyen anglais qui lui succède après la conquête et qui ne connaît pas d'autre qualificatif, tant l'influence du normand et du français est patente. 
Le terme Anglo-Saxon a joué un rôle comparable dans les pays qui revendiquent cette origine à « nos ancêtres les Gaulois » en France, mythe fondateur du nationalisme moderne. Il s'agissait de baser l'unité nationale sur une notion ethnique.[réf. nécessaire]
Cet ensemble, au-delà du critère linguistique, admet quelques traits caractéristiques communs, notamment le système juridique. Tous les pays qui ont été un jour sous domination britannique ne sont pas désignés comme « anglo-saxons », l'Inde, par exemple, appartient à une autre sphère culturelle et civilisationnelle. 
La plupart des Irlandais, se réclamant d'un héritage celtique plutôt qu'anglo-saxon, déplorent cette utilisation du terme, et préfèrent employer le terme « anglo-celtiques », bien qu'en réalité ils possèdent également un héritage germanique (Vikings).
Enfin, à l'intérieur même de certains pays, le terme peut être utilisé comme catégorie pour classifier une partie de la population ; aux États-Unis, les Américains blancs anglicans ou protestants appartenant à l'élite de la nation américaine sont ainsi désignés par les sociologues comme des « WASP », White Anglo-Saxon Protestant.